# Caracolus caracolla
Caracolus caracolla é uma espécie de gastrópode terrestre neotropical da família Pleurodontidae (antes entre os Camaenidae). Foi nomeada por Linnaeus, em 1758. É nativa do Caribe.

## Descrição da concha, taxonomia e hábitos
Esta espécie apresenta conchas circulares, quando vistas por cima ou por baixo, com até 7 centímetros quando desenvolvidas. São caracterizadas por sua superfície dotada de finas lamelas de crescimento, espiral baixa e cônica, formando um ângulo entre a parte superior e inferior da concha, e pela ausência de umbílico. Lábio externo levemente expandido, sem projeções dentiformes em seu interior, e de coloração branca. O restante da concha é revestido por um perióstraco de coloração acastanhada, mais ou menos clara, podendo ter nuances em verde causadas por algas em sua superfície.

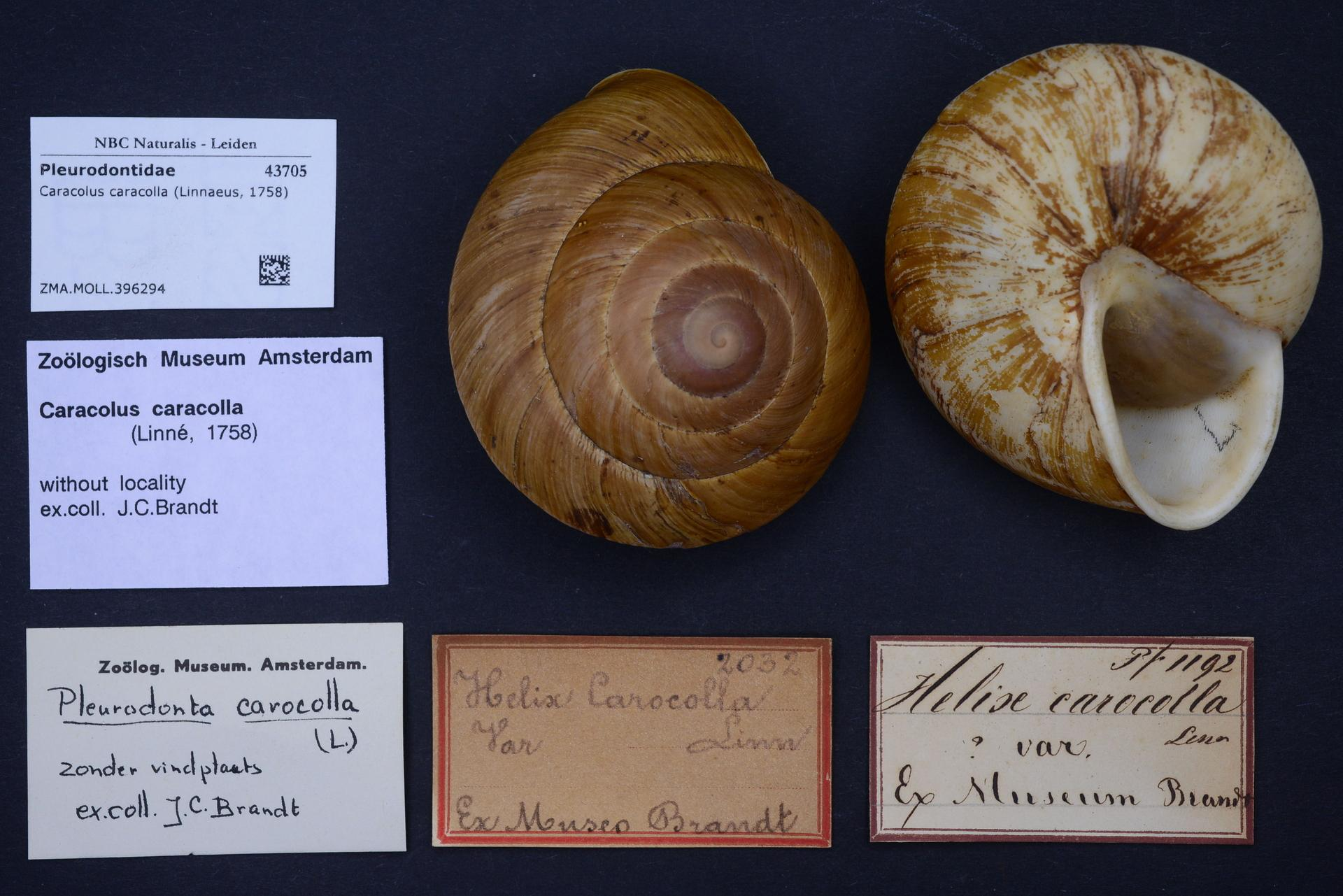
Duas conchas de C. caracolla (Linnaeus, 1758), em um museu, onde é possível ver seu perióstraco descascado.

Vivem principalmente em ambiente de floresta tropical e subtropical úmida, recebendo, com frequência, a denominação (táxon) de Pleurodonte caracolla (gênero Pleurodonte), com Caracolus sendo usado como sua denominação de subgênero. Em 2006, Arkadij A. Schileyko os transferiu de subgênero para a categoria de gênero.

## Distribuição geográfica
Caracolus caracolla é uma espécie endêmica de Porto Rico, também ocorrendo na ilha de Vieques. É o maior molusco terrestre da região e habita desde as montanhas até próximo ao nível do mar.

## Alimentação
Esta é uma espécie herbívora de alimentação variável, podendo comer folhas mortas, folhas tenras, grandes sementes, papéis descartados e molhados, raízes e flores. Em laboratório, indivíduos foram alimentados com cenoura e folhas de Hibiscus.